# صمد وورغون

صمد وورغون (به ترکی آذربایجانی: Səməd Vurğun) با نام اصلی صمد وکیلوف (۲۱ مارس ۱۹۰۶، صلاحی (قازاخ) - ۱۷ مه ۱۹۵۶، باکو) شاعر آذربایجانی بود. صمد وورغون، بعلاوه، نمایش‌نامه نویس، عضو پارلمان آذربایجان، دارنده دکتری افتخاری از دانشگاه دولتی مسکو، نایب رئیس فرهنگستان علوم آذربایجان، عضو انجمن صلح شوروی، و رئیس اتحادیه نویسندگان آذربایجان در باکو بود. وی برندهٔ جوایز استالین (۱۹۴۱، ۱۹۴۲) و لنین بود که هر کدام را ۲ بار بدست آورد. سروده‌های ورغون بخش مهمی از گنجینه آوازهای عاشیقی است.

## زندگی
وی هنگامی که ۶ ساله بود، مادر خود را از دست داد. او سپس توسط پدر و مادربزرگش پرورش یافت.
اولین اثر وی «خطاب به جوانان» در سال ۱۹۲۵ روزنامهٔ «اندیشه نو» تفلیس منتشر شد.

## یادبودها

تمبر یادبود صمد وورغون برای ۷۰امین سالگرد تولد وی - USSR - ۱۹۷۶

خانهٔ شخصی وی اکنون به موزه تبدیل شده‌است. همچنین تئاتر دولتی درام روسی در آذربایجان به نام وی نامگذاری شده‌است. همچنین کتابخانه‌ای دراوکراین به نام او وجود دارد.
در سال ۱۹۵۸ در آذربایجان یک فیلم مستند از زندگی وی به کارگردانی نریمان شیخ‌علیف ساخته شده‌است.
مجسمه یادبود وی در مقابل راه‌آهن باکو و دیگری در ورودی کتابخانه ملی آخوندف قرار دارد. مجسمهٔ یادبود دیگری نیز در زادگاه وی شهر صلاحی وجود دارد. مجسمهٔ وی در شهر بیلاسوار در کنار مجسمه یادبود پوشکین قرار دارد.

## آثار

### نمایش‌نامه‌ها
- Vaqif (واقف) - ۱۹۲۷
- Fərhad və Şirin (شیرین و فرهاد) - ۱۹۴۱
- Xanlar (خانلار) - ۱۹۳۹
- İnsan (انسان) - ۱۹۴۵
- Şairin Həyatı (زندگی شاعر)
- İki Sevgi (دو عشق)

### ترجمه
- Yevgeni Onegin - پوشکین - ۱۸۳۳
- Qız və Ölüm (دختر و مرگ) - ماکسیم گورگی
- Pələng gönündə vityaz (پلنگینه‌پوش) - شوتا روستاولی
- Leyli və Məcnun (لیلی و مجنون) - نظامی

### اشعار مشهور
- Şairin andı
- Aprel
- Fonar
- Şikəstəyə məktub
- Azərbaycan
- Şair, nə tez qocaldın sən...
- Ana
- Bahar
- Şuşa
- Bahar və mən
- Bəstəkar
- Göygöl
- Bakı
- 26-lar
- Bəsti
- Talıstan
- Muğan
- Zəncinin arzuları
- Zamanın bayraqdarı
- Aygün
- Komsomol poeması